# Caffè Bardi
Pour les articles homonymes, voir Bardi (homonymie).

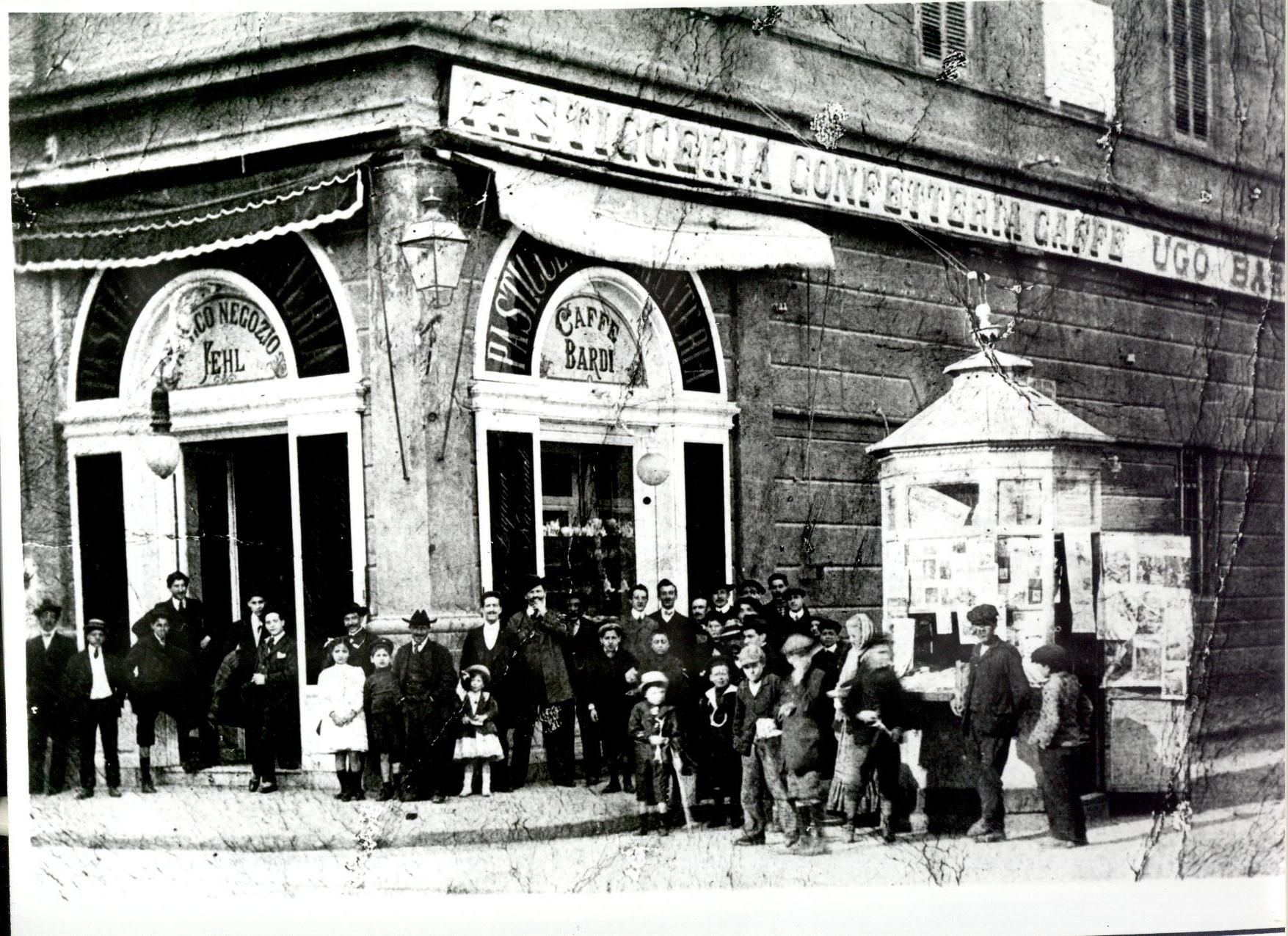
Le Caffè Bardi sur une photo d'époque (avant 1921).

Le Caffè Bardi est un café historique de la ville de Livourne, en activité de 1908 à 1927.

## Histoire

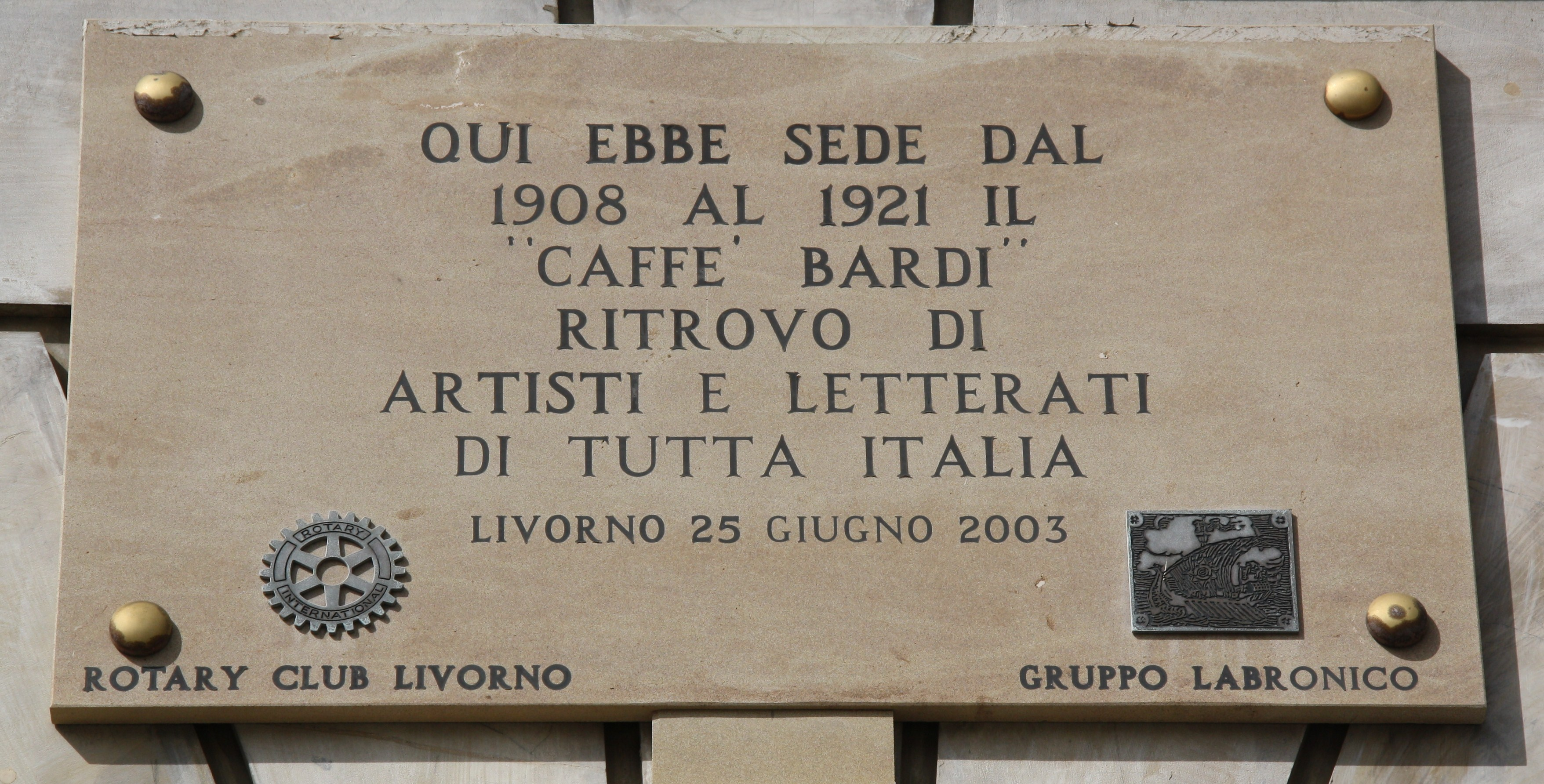
Plaque rappelant la présence du Caffé Bardi piazza Cavour

Fondé en 1908 par Ugo Bardi, l'établissement se situait à l’angle de la Via Cairoli et de la Piazza Cavour et fut le lieu des réunions d'artistes, tous toscans, de la région de Livourne, qui animèrent autant sur le plan politique qu'artistique la région et qui ont contribué au renouvellement de l'esthétique picturale traditionnelle. 
Le Caffé Bardi était fréquenté par des peintres, mais aussi par d'autres artistes : sculpteurs, musiciens, dramaturges, écrivains, dont le mélange des idées et des genres a fait naître des nouvelles tendances artistiques italiennes mais aussi européennes vers le post-impressionnisme et la sécession avec le symbolisme.
Le caffè Bardi a été fermé en 1927, puis l'édifice a été occupé pendant quelques années par une agence bancaire puis un négoce.
Une plaque commémorative est apposée sur l'édifice.
Amedeo Modigliani a probablement fréquenté l'établissement lors de ses voyages à Livourne en 1909 et 1913.